# Sovere
Sovere är en ort och kommun i provinsen Bergamo i regionen Lombardiet i Italien. Kommunen hade 5 324 invånare (2018).